# 孙袁
孙袁（1955年—），湖南麻阳人，汉族，中华人民共和国政治人物、第十一届全国人民代表大会贵州地区代表。
毕业于华中科技大学同济医学院医疗系医学专业。加入农工党。担任贵州省贵阳市政协副主席，农工党贵阳市委主委，贵阳市妇幼保健院副院长。2008年起担任全国人大代表。